# Cimetière du choléra de Skanstull
Le cimetière du choléra de Skanstull (suédois : Kolerakyrkogården, Skanstull était un cimetière du choléra près de Skanstull (sv) à Stockholm. 

## Description
Le cimetière du choléra est situé à deux pas de Gullmarsplan et à côté du Skanstullsbron.
Le cimetière a été utilisé de 1809 à 1901. 
De nombreuses victimes des deux épidémies de choléra qui ont sévi à Stockholm en 1834 et 1853 ont été enterrées ici, d'où le nom. Kolerakyrkogården est aujourd'hui l'un des parcs de Stockholm, le long de Olaus Magnus väg (sv) et de la rue Hammarbybacken (sv), située à l'est de Gullmarsplan à Johanneshov.

## Histoire

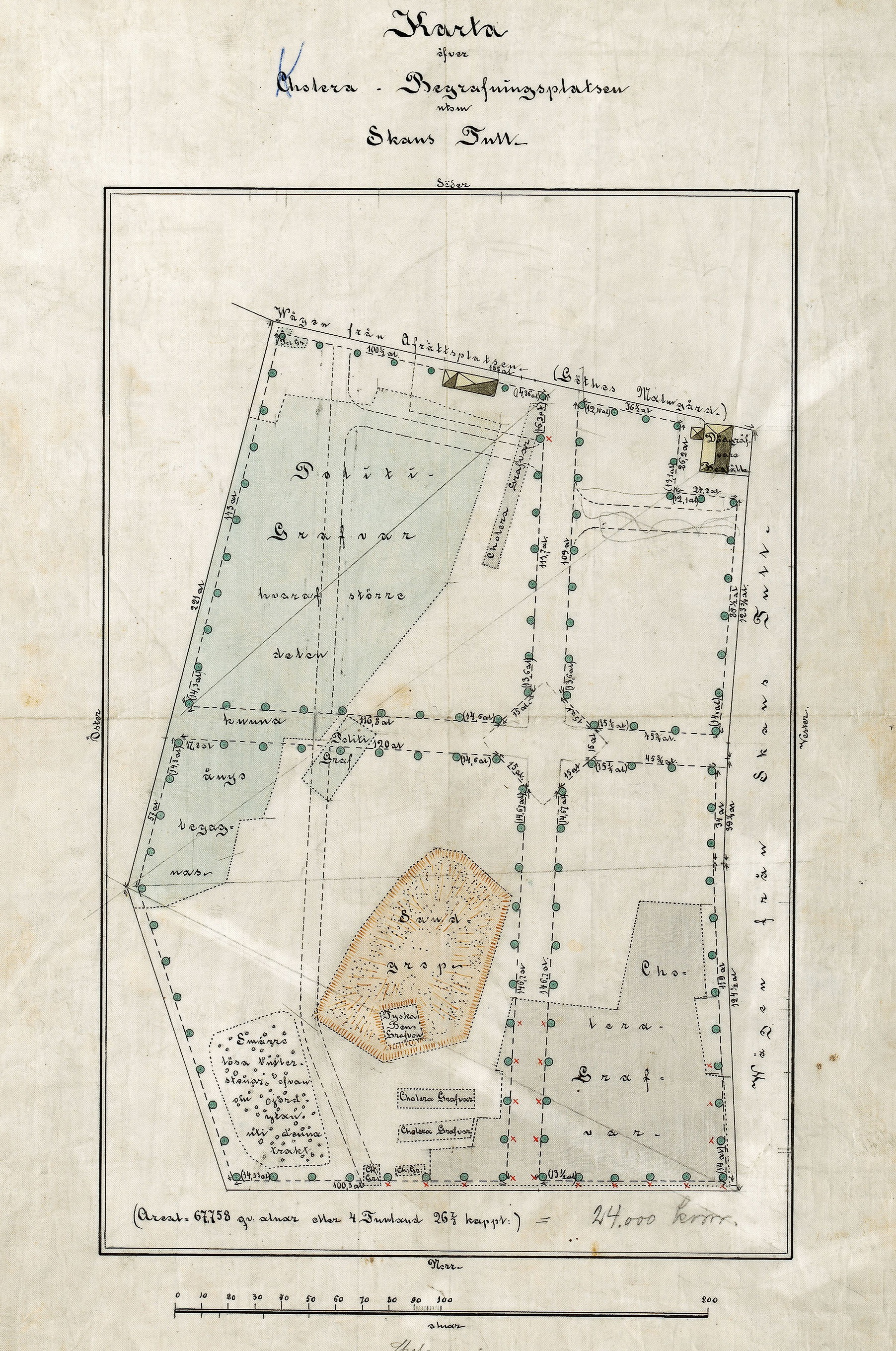
Carte de 1836

Le choléra est arrivé à Stockholm à la mi-août 1834 et de nombreuses personnes ont essayé de se rétablir grâce à divers remèdes maison réputés efficaces. Une recette contre le choléra datant de 1834 indique qu'il faut frotter de la résine chaude d'épinette ou de pin sur un morceau de peau. La peau doit ensuite être placée sur le ventre du patient et laissée là jour et nuit jusqu'à ce que les symptômes disparaissent.
Lorsque l’épidémie prit fin en octobre de cette année-là, 3 400 personnes étaient mortes à Stockholm, soit la moitié de toutes les personnes tombées malades.
Au cours du XIXème siècle, l’Europe a été frappée par plusieurs épidémies de choléra. Le choléra est une maladie diarrhéique causée par une bactérie. L’infection se propage par l’eau contaminée ou par des aliments qui ne sont pas correctement cuits ou frits.

## Galerie

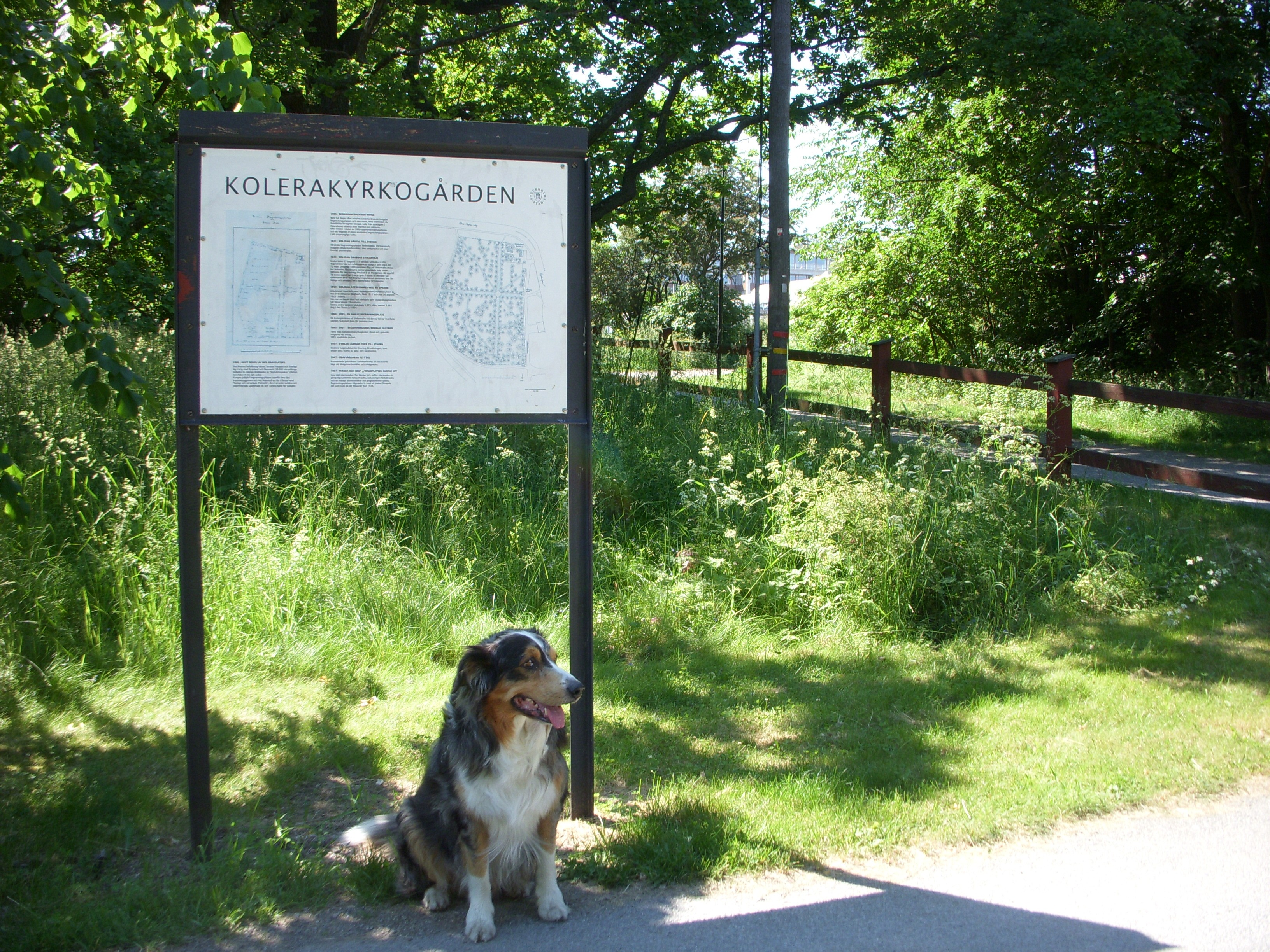
Mémorial
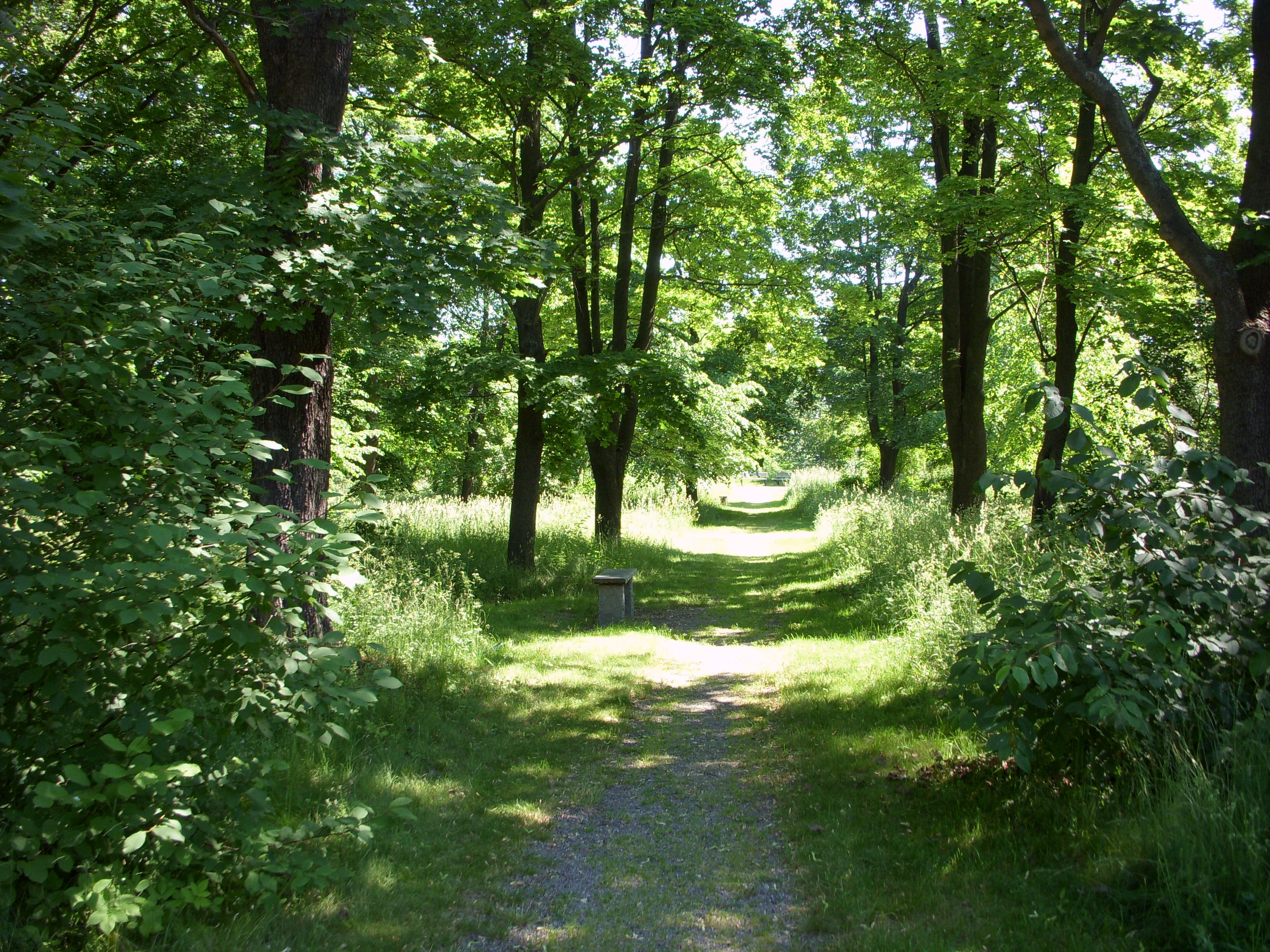
Chemin
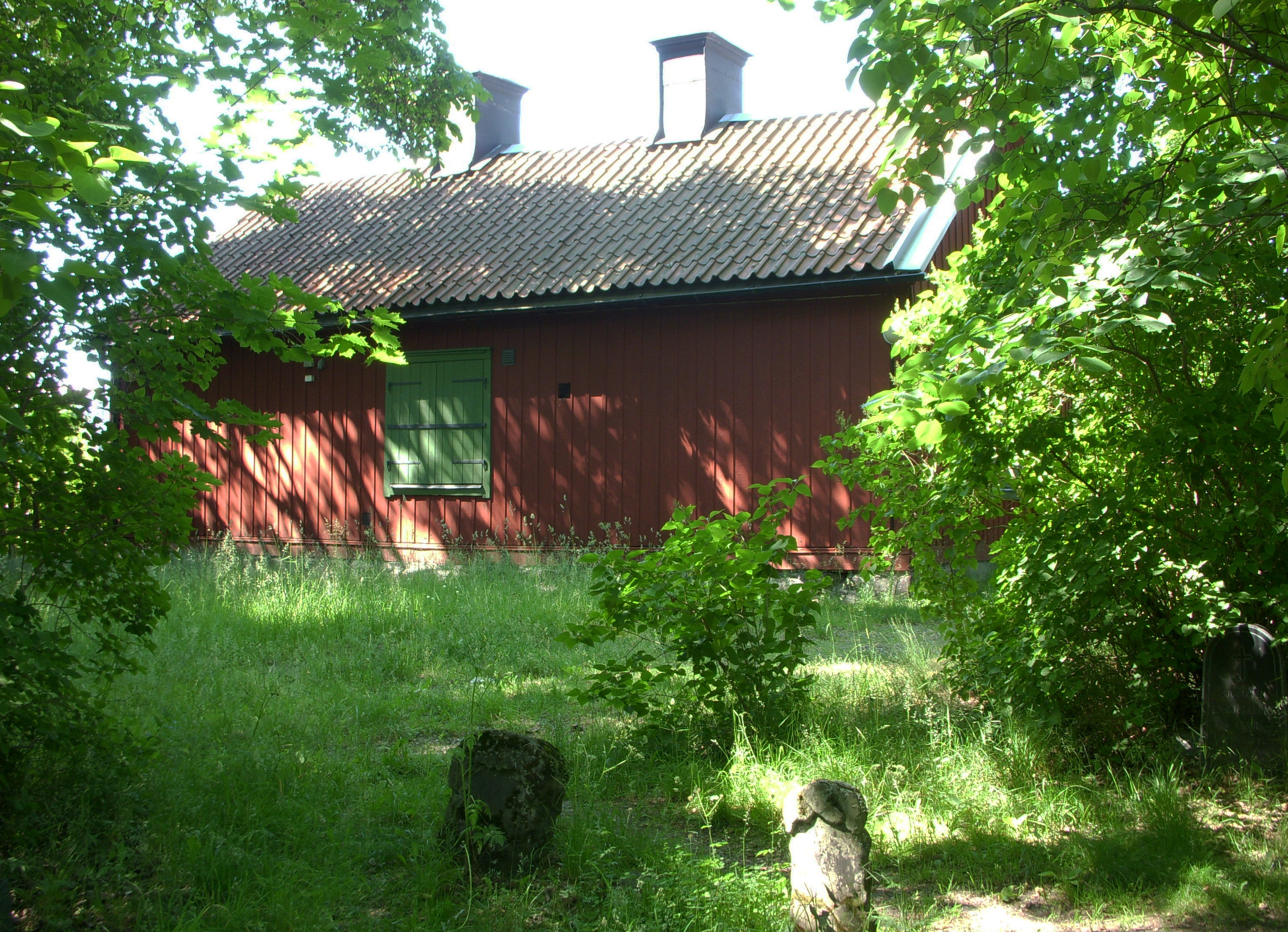
Maison du fossoyeur

Pierres tombales
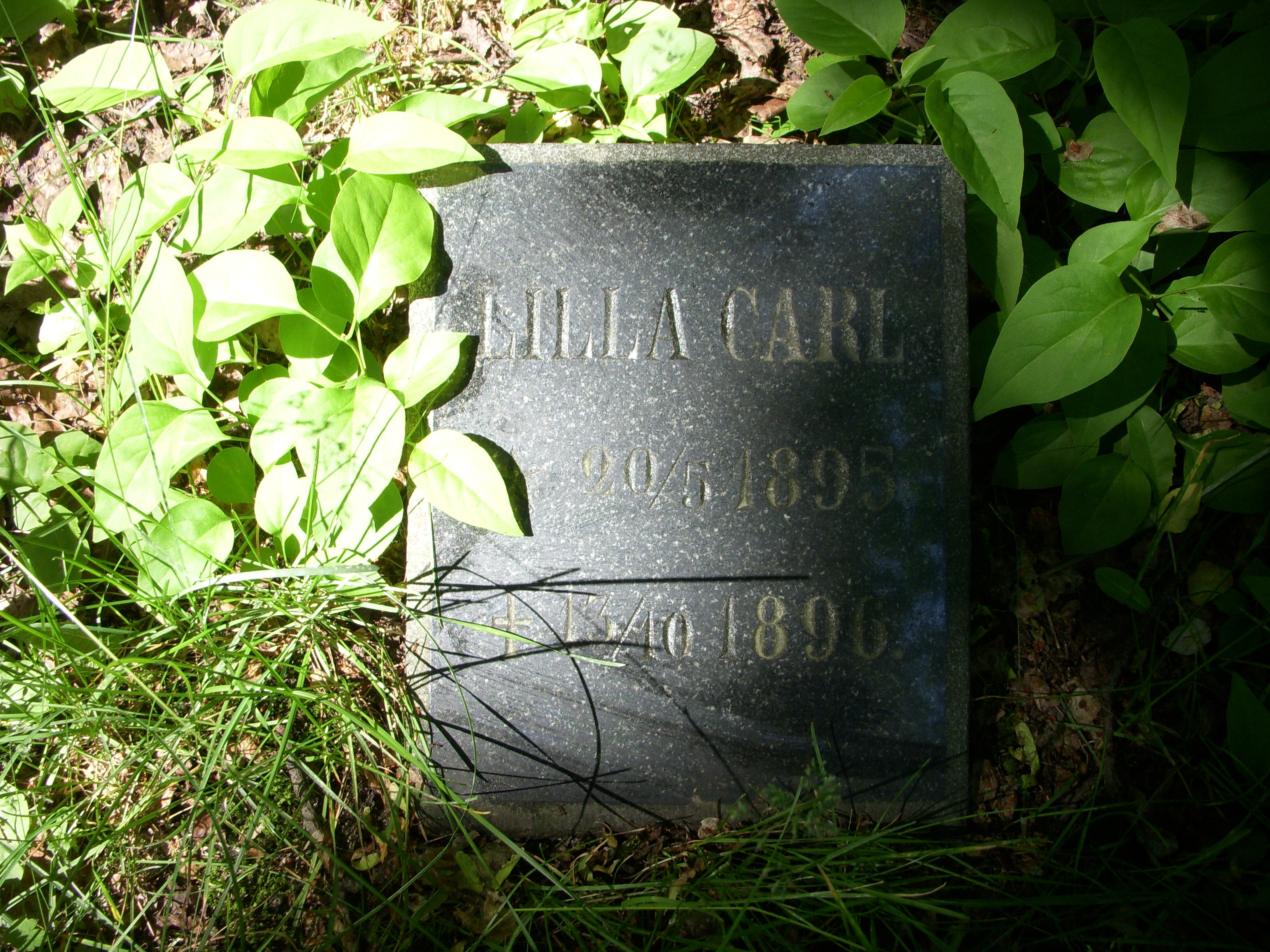
"Lilla Carl"
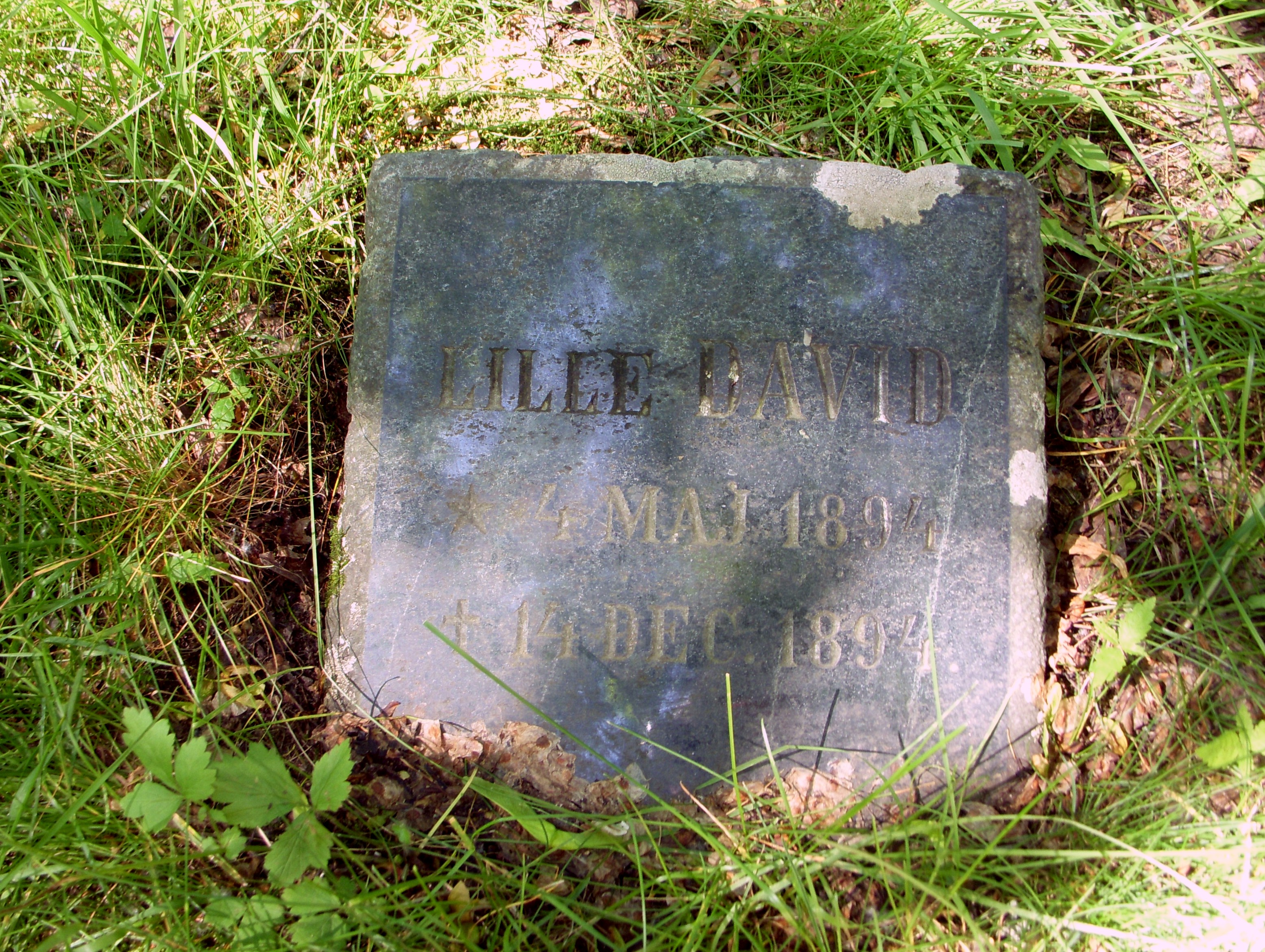
"Lille David"
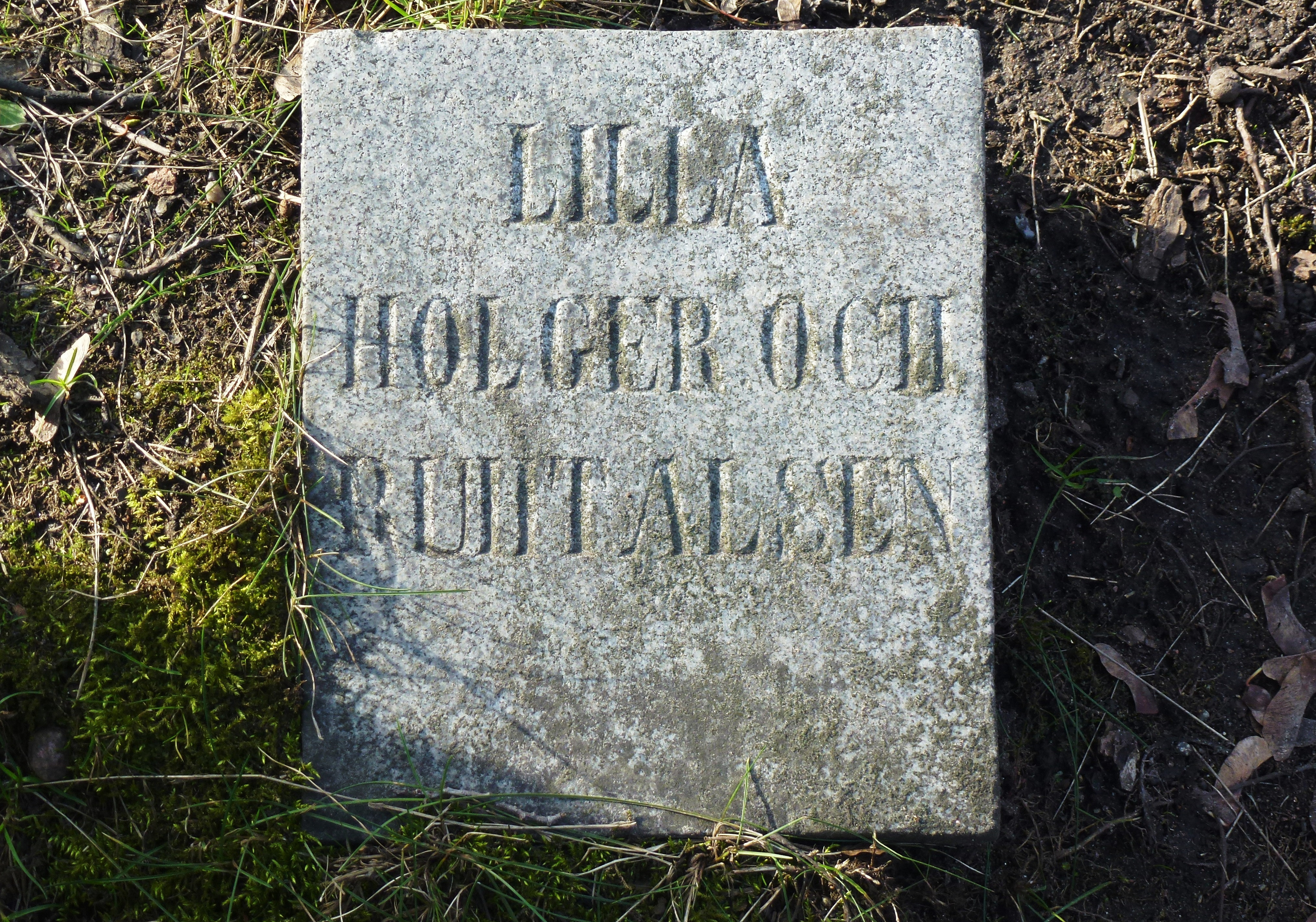
"Lilla Holger och Ruth"
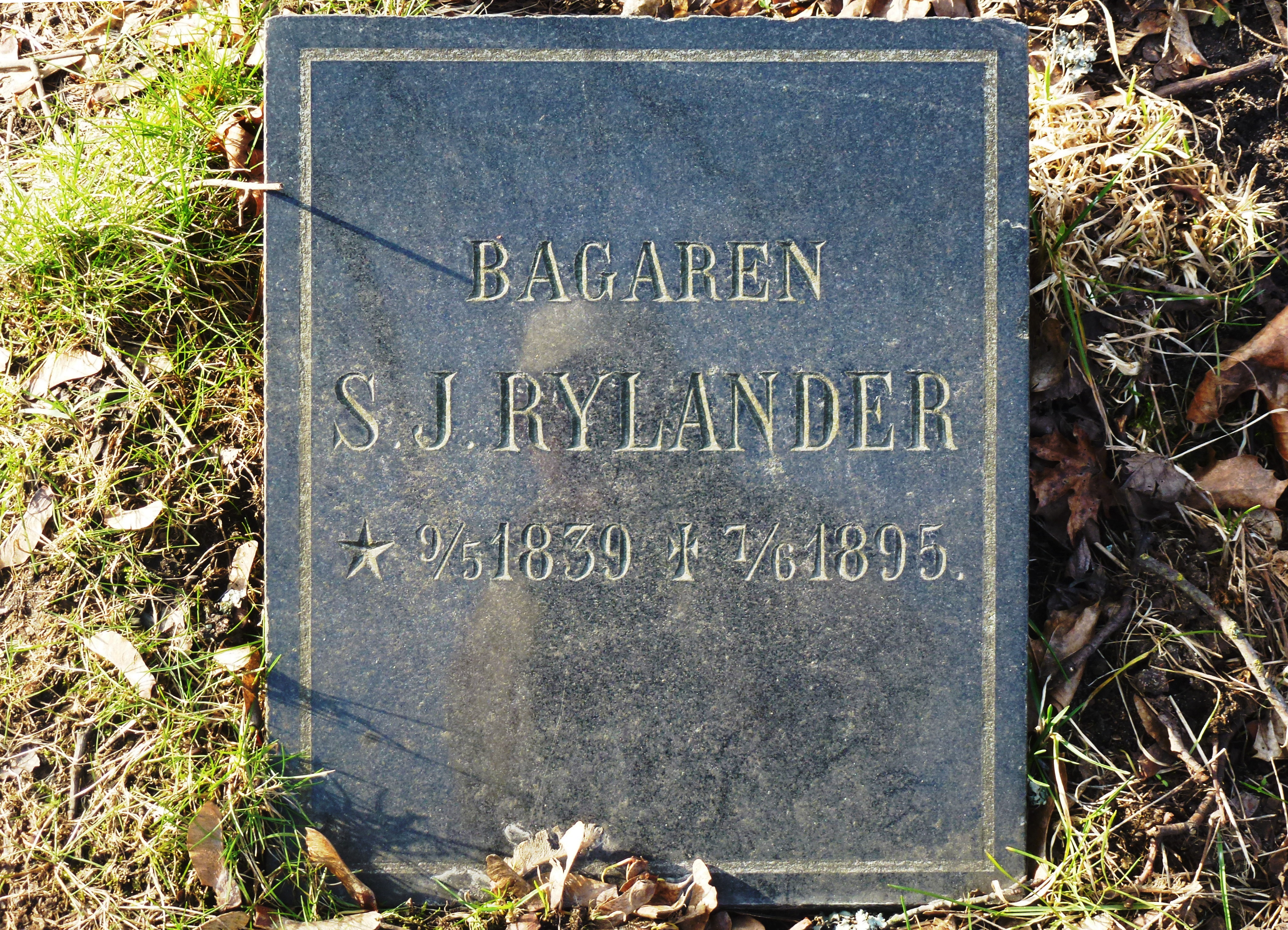
Bagaren S.J. Rylander